# Иън Макфърсън
Иън Гибсън Макфърсън (на английски: Ian Gibson Macpherson) е британски офицер за свръзка между Британската армия и партизанското движение на НОВА в България по време на Втората световна война.

## Биография
Иън Макфърсън е роден на 7 април 1920 г. в Единбург, Великобритания. Ориентира се към военна кариера. По време на Втората световна война служи като военен разузнавач в Управление за специални операции на Британската армия (УСО). През 1943 г. е в състава на българската секция на група „Дунав“. Учи български език. Владее също френски, немски, испански, руски и арабски.
През месец май 1944 г. британска военна мисия в състав майор Джон Харингтън, лейтенант Дейвидсън и ефрейтор Рени (радист) са спуснати с парашути в база на SOE близо до старата българо-гръцка граница.
Иън Макфърсън и ефрейтор О’Брайън (радист) са спуснати с парашути близо до драмското село Лещен и се присъединяват към мисията през юли 1944 г. Установява връзка с командира на Втора Пловдивска въстаническа оперативна зона Иван Радев. След контакт с командира на Партизански отряд „Колю Шишманов“ Братан Шукеров договаря доставката на оръжие за 250 български и гръцки партизани от ЕЛАС. Извършена е на 12 август 1944 г. Забелязана от българска военна част и след сражение оръжието частично е пленено. Извършва поход с Партизански отряд „Колю Шишманов“ по направление с. Кошница-с. Манастир-връх „Чил тепе“-с. Хамбар-с. Три могили. От радиоемисия на 8 септември 1844 г. научават за навлизането на Червената армия в България. През с. Новаково и с. Тополово, мисията достига Пловдив. Тук прекратява работата си на 9 септември 1944 г. Награден е с Военен кръст от фелдмаршал Харолд Александър.
След войната работи на ръководни постове в Iraq Petroleum Company.
След пенсионирането си живее в Блофийлд, Англия.